# Uitvoeringswet Algemene verordening gegevensbescherming
De Uitvoeringswet Algemene verordening gegevensbescherming (UAVG) geeft in Nederland uitvoering aan de Algemene verordening gegevensbescherming (AVG), die per 25 mei 2018 de Wet bescherming persoonsgegevens (Wbp) vervangt. Op 13 maart 2018 is de UAVG door de Tweede Kamer aangenomen. De Eerste Kamer deed het voorstel op 15 mei 2018 als hamerstuk af.
Deze wet is onderdeel van een breder pakket, dat in zijn geheel de verordening en de richtlijn (EU) 2016/680 van het Europees Parlement en de Raad van 27 april 2016 betreffende de bescherming van natuurlijke personen in verband met de verwerking van persoonsgegevens door bevoegde autoriteiten met het oog op de voorkoming, het onderzoek, de opsporing en de vervolging van strafbare feiten of de tenuitvoerlegging van straffen, en betreffende het vrije verkeer van die gegevens zal uitvoeren respectievelijk implementeren. Dit pakket bestaat uit:
- de onderhavige uitvoeringswet, waarin uitvoering wordt gegeven aan de verordening en de Wbp wordt ingetrokken;
- de wetsvoorstellen die strekken tot implementatie van de richtlijngegevensbescherming opsporing en vervolging;
- een invoeringswet met een technisch karakter, dat de terminologie in het bestaande wettenbestand, waaronder de Wet BRP en de Kieswet, en eventueel aanhangige wetten aanpast aan de verordening en het wegvallen van de Wbp als de algemene wet voor bescherming van persoonsgegevens (de Aanpassingswet Algemene verordening gegevensbescherming).

In de memorie van toelichting bij deze uitvoeringswet wordt achtereenvolgens ingegaan op:
1. De Europeesrechtelijke grondslag en de grondrechtelijke aspecten
2. De verordening
3. De op- en inrichting van de toezichthoudende autoriteit
4. De invulling van de ruimte voor lidstatelijk recht onder de verordening in de Nederlandse wetgeving
5. Uitvoeringsgevolgen van de verordening voor de rijksoverheid en decentrale overheden
6. De implementatietabellen

## Autoriteit Persoonsgegevens
In Nederland is het toezicht op de gegevensbescherming belegd bij de Autoriteit Persoonsgegevens.
De taken van de Autoriteit Persoonsgegevens vloeien voor het overgrote deel rechtstreeks voort uit de verordening en de richtlijn. De prioritering van deze taken is, met uitzondering van het behandelen van klachten van betrokkenen, waarop hieronder nader wordt ingegaan, in belangrijke mate aan de Autoriteit Persoonsgegevens zelf.
Belangrijke nieuwe bevoegdheden zijn de bevoegdheden tot het opleggen van administratieve geldboetes. Boetes kunnen worden opgelegd tot 20 miljoen euro of 4% van de jaarlijkse wereldwijde omzet.

## Bijzondere persoonsgegevens
De wet ziet ook toe op de verwerking van bijzondere categorieën persoonsgegevens. 
Onder bijzondere persoonsgegevens worden gerekend:
- Ras of etnische afkomst
- Politieke opvattingen
- Religieuze of levensbeschouwelijke overtuiging
- Het lidmaatschap van een vakbond
- Genetische gegevens
- Biometrische gegevens met het oog op de unieke identificatie van een persoon
- Gegevens over gezondheid
- Gegevens over seksueel gedrag en seksuele gerichtheid

Verwerking van bijzondere persoonsgegevens is onder voorwaarden toegestaan. Zoals toestemming van de betrokkene, de rechtsvordering, verstrekken van gezondheidszorg of sociale diensten en nationale wetgeving. Afhankelijk van het doel en de context kan beeldmateriaal, zoals een video of een foto, vallen onder bijzondere persoonsgegevens.